# Pityrodia bartlingii
Pityrodia bartlingii là một loài thực vật có hoa trong họ Hoa môi. Loài này được (Lehm. ex Bartl.) Benth. miêu tả khoa học đầu tiên năm 1870.